# Felipe Espinosa
Felipe Nerio Espinosa Chávez o Espinoza Chávez (n. 1836- f. Condado de Fremont, Nuevo México, Estados Unidos; 1863), fue un mexicano rebelde, contrario a la ocupación estadounidense en Nuevo México. Opositor y nacionalista  de la doctrina Monroe, por la invasión de Estados Unidos de América, al territorio de Nuevo México, siendo este de nacionalidad mexicana. 
Recientes investigaciones han apuntado a la teoría de que los crímenes imputados a Espinosa pudieron haber sido falsas inculpaciones  por el nuevo gobierno estadounidense en Nuevo México, para justificar su ejecución.

## Antecedentes
Nació en 1836, en el seno de una familia pobre, constituida por el matrimonio de Pedro Ignacio Espinosa y Gertrudis Chávez, y varios hijos. Según Jack Kutz, nació en Veracruz, México; pero según otras fuentes era oriundo del condado de río Arriba, en Nuevo México, por ese entonces aún territorio mexicano.
La infancia y toda la vida, en general, de Espinosa estuvo marcada por la pobreza, la segregación y la marginación. Las enormes extensiones de territorio mexicano en el norte, estaban escasamente pobladas y los puntos de concentración demográfica que había estaban constituidos por familias de campesinos pobres,- como la de Espinosa,- eran ignoradas por las autoridades, que concentraban los recursos en las grandes urbes del sur.
Pese a las condiciones adversas, Felipe Espinosa creció como una persona "funcional": como el gran común denominador de la población mexicana de esa época, era un mestizo,- casta predominante; aunque cabe señalar que el Sistema de Castas fue abolido en México tras su independencia, los prejuicios asociados a éste continuaron teniendo gran peso en la sociedad,-  analfabeto,  católico, dedicado a las labores del campo bajo el sistema productivo de subsistencia. Se casó y procreó hijos (dos, por lo menos).

## Detonante y móvil
Desde 1822, comienza la colonización estadounidense en Nuevo México. Para la década de 1830, aunque si bien la población estadounidense aún era minoría, ya tenía fuerte influencia en la región. En 1847, tras la  independencia de Texas (1836) y la subsecuente inestabilidad política y económica que se vivía en México, fruto de las guerras y del descontento hacia el régimen de Santa Anna,- se desata lo que ya se veía venir la invasión de Estados Unidos y la guerra. 
En algún punto entre 1848 (año en que finalizó la guerra contra EE. UU.) y 1863, Felipe Espinosa vivió su detonante. Su casa fue atacada por los estadounidenses, en dicho ataque 6 miembros de su familia (muy posiblemente entre ellos, su esposa o su hija, o quizás ambas) fallecieron. Existen dos versiones al respecto, según la primera, la casa de Espinosa fue bombardeada accidentalmente por la Marina estadounidense; por su parte, la segunda versión maneja que la casa fue atacada por un grupo militar o paramilitar de estadounidenses, que violaron y asesinaron a las mujeres. Como fuera que haya sido, esto naturalmente despertó en él un odio vísceral hacia los estadounidenses. 
Basándose en la descripción, anteriormente citada, de Ressler sobre los asesinos en serie, sale a relucir que Felipe Espinosa fue un asesino serial atípico hasta un cierto punto; ya que el detonante no tiene que ser un evento traumático. Además la perspectiva que da la segunda versión, abre la posibilidad de que los crímenes de Espinosa no describieran un carácter serial, sino más bien que fueron una respuesta bélica (una posible insurgencia).

## Crímenes
Oficialmente, se describe a Felipe Espinosa como un asesino misionero, nómada, motivado por odio racial y que asesinaba en grupo. La primera víctima fue asesinada en mayo de 1863, fue descuartizado y su corazón fue sustraído. Junto con su hermano José Vicente Espinosa, asesinó a 32 estadounidenses, tanto hombres como mujeres. Ejecutaba con arma de fuego, y supuestamente, descuartizaba y evisceraba a sus víctimas, disponiendo los cadáveres en una clara intención de llamar la atención.
Supuestamente, Felipe Espinosa envió varias cartas al, por ese entonces, gobernador de Nuevo México, John Evans. En la primera amenazaba con asesinar a «600 gringos, 100 por cada uno de sus familiares muertos». En otra misiva exigía inmunidad para él y para toda su familia, que se le pidiera perdón públicamente (Evans) y que se le indemnizara con 20 km², los cuales estarían fuera de la jurisdicción de las autoridades. De no cumplirse sus demandas mataría 500 "gringos" más aparte de los 600 ya condenados.

## Muerte
A finales de 1863, se encomendó una excursión de captura o ejecución, constituida por tres soldados, al aventurero Tom Tobin; ya antes se había implementado varios esfuerzos para aprehender a los hermanos Espinosa, pero nada había dado resultado. 
Tobin logró lo que hasta ese momento había sido imposible, encontró el campamento de los forajidos. Se desató un tiroteo entre ambos bandos, en el cual los dos hermanos Espinosa perecieron. A ambos se les cortaron las manos y la cabeza post mortem, las cuales fueron llevadas a Fort Garland, ante el gobernador para dar testimonio de la muerte de los asesinos. Se desconoce cuál fue el destino final de los restos mortales de los Espinosa. Hasta la fecha viven descendientes de Espinosa, que están convencidos de que su antepasado fue satanizado por las autoridades y la prensa de la época.

## Polémica
Después de que Nuevo México, fue anexado a Estados Unidos, en 1848, la población hispana a pesar de ser dominante fue relegada a un segundo plano, incluso hasta el punto de indirectamente negárseles sus derechos civiles y sus garantías individuales (si bien las autoridades jamás les negaron su título de ciudadanos, no hicieron nada por defender su condición como tales).
Varios detalles contradicen la versión oficial, entre ellos:
- El idioma dominante en la región durante esa época era el español, aun así los únicos registros (incluyendo artículos periodísticos) que hay sobre los hechos se encuentran en inglés.
- ¿Cómo pudo Felipe Espinosa mandar las mencionadas cartas al gobernador si era analfabeto?